# كارول بارومان
كارول بارومان (بالإنجليزية: Carole Barrowman)‏ (20 أبريل 1959 في المملكة المتحدة)؛ كاتِبة مُتخصِّصة في أدب الأطفال وروائية أمريكية.